# Wulf Gallert

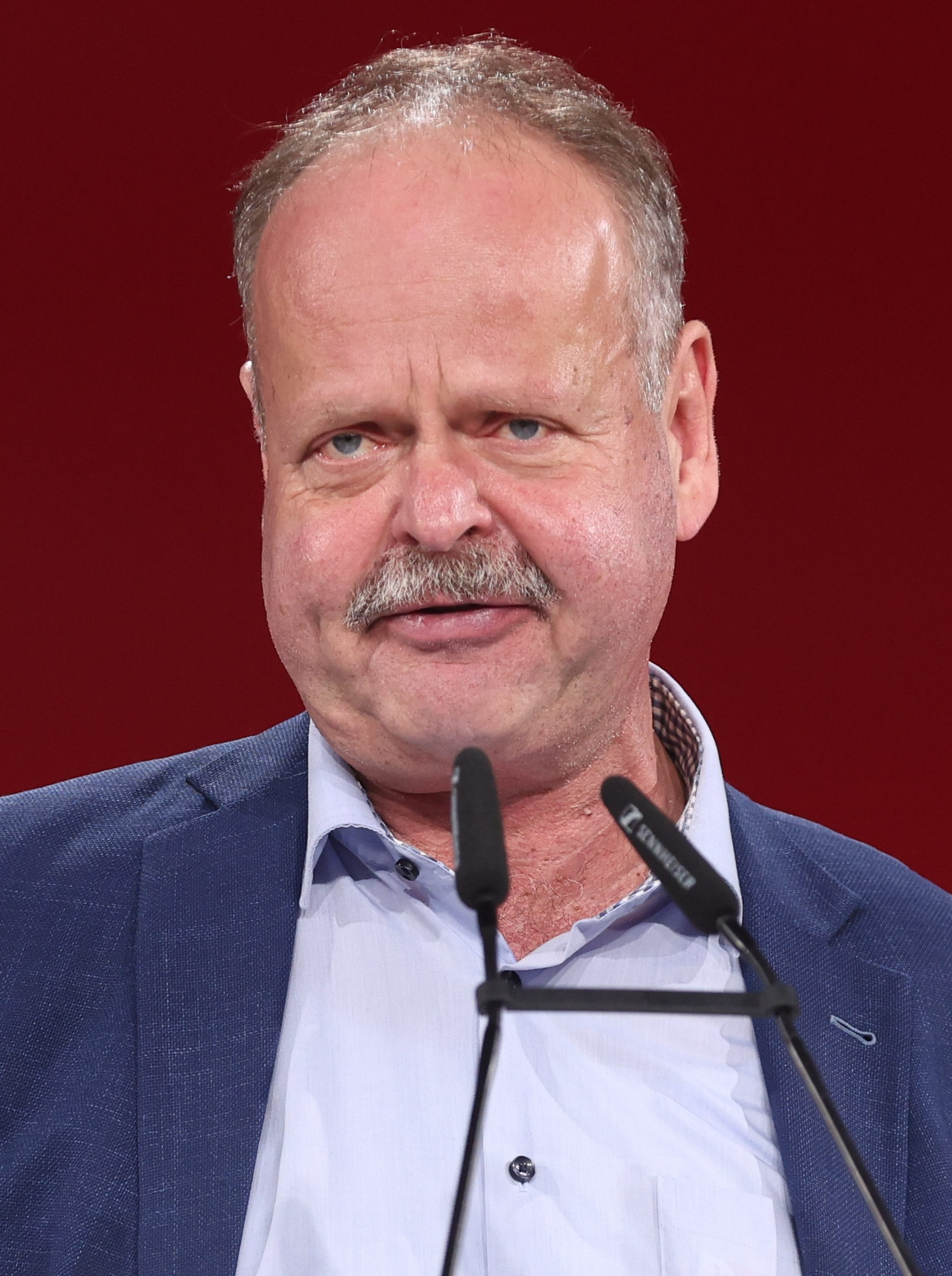
Wulf Gallert, 2025

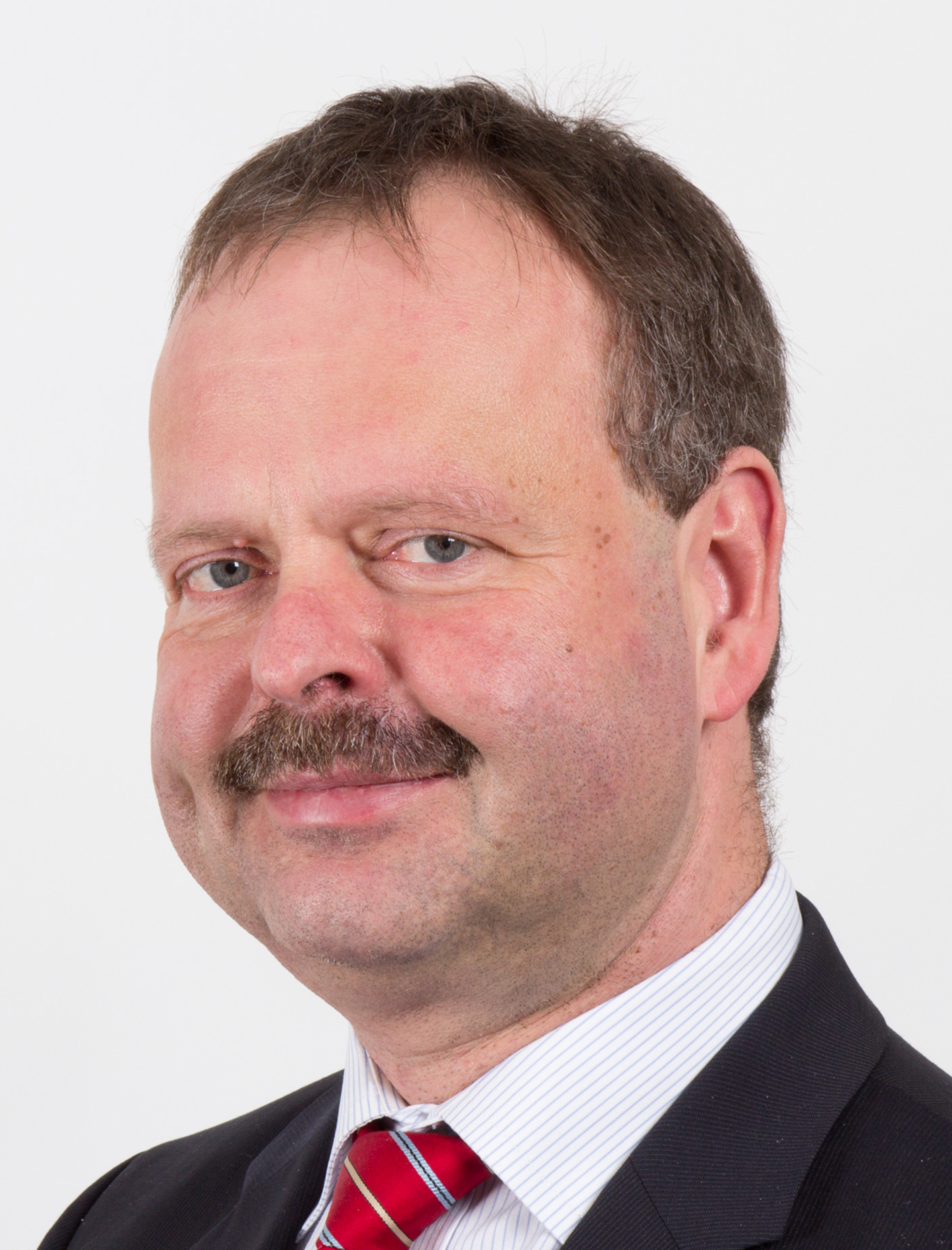
Wulf Gallert, 2012

Wulf Gallert (* 22. Juni 1963 in Havelberg, Bezirk Magdeburg) ist ein deutscher Politiker (Die Linke) und seit 2016 Vizepräsident des Landtags von Sachsen-Anhalt, dem er seit 1994 angehört. Er war von 2004 bis 2016 Oppositionsführer im Landtag und mehrfach Spitzen- bzw. Ministerpräsidentenkandidat seiner Partei bei Landtagswahlen in Sachsen-Anhalt.

## Leben und Beruf
Nach seinem Abitur 1983 wurde er zu den Grenztruppen der DDR eingezogen und unterstand dem Schießbefehl, dem er heute ablehnend gegenübersteht. Danach begann er ein Lehrerstudium, was er 1990 an der Pädagogischen Hochschule Leipzig als Diplompädagoge abschloss. Nach der Wende studierte er bis 1993 an der Universität Magdeburg Politikwissenschaften und leitete anschließend bis 1994 das Jugendzentrum Havelberg.
Gallert ist verheiratet und hat zwei Kinder.

## Partei
1986 trat Gallert in die SED ein. 1992 übernahm er für zwei Jahre den Vorsitz des PDS-Kreisverbands Havelberg. Seit der Verschmelzung von Linkspartei.PDS und WASG am 16. Juni 2007 ist Gallert Mitglied der Partei Die Linke. Seit Juni 2022 ist Gallert Mitglied des Parteivorstandes der Linken.

## Abgeordneter
Gallert wurde bei den Kommunalwahlen 1990 in den Kreistag Havelberg gewählt, wo er Vorsitzender der PDS-Fraktion wurde. 1994 wurde er in den Kreistag Stendal gewählt, dem er bis 1999 angehörte.
1994 wurde Gallert erstmals in den Landtag von Sachsen-Anhalt gewählt, in welchem er bis Juni 2004 den Posten des Parlamentarischen Geschäftsführers der PDS-Fraktion innehatte. Zusammen mit seinem SPD-Kollegen Jens Bullerjahn organisierte Wulf Gallert den Zusammenhalt der von der PDS tolerierten Minderheitsregierung unter Ministerpräsident Reinhard Höppner (1994–2002), dem Magdeburger Modell (Kabinette Höppner I und II).
2004 übernahm Gallert den Fraktionsvorsitz und wurde somit Oppositionsführer gegen die von Ministerpräsident Böhmer geführte Landesregierung von CDU und FDP (2002–2006). Bei der Landtagswahl 2006 kandidierte er als Spitzenkandidat der Linkspartei.PDS und erreichte mit seiner Partei knapp vor der SPD das zweitbeste Wahlergebnis. Auf Koalitionsangebote von Gallert ging die SPD nach der Landtagswahl nicht ein, sondern trat in eine von Wolfgang Böhmer geleitete Regierung der Großen Koalition (CDU/SPD) ein, in der Jens Bullerjahn Finanzminister wurde.
Bei der Landtagswahl in Sachsen-Anhalt am 20. März 2011 trat Gallert als Spitzenkandidat der Linken an. Er hatte die Kandidatur mit dem erklärten Ziel übernommen, die Nachfolge des scheidenden Ministerpräsidenten Wolfgang Böhmer antreten zu wollen. Seine Partei erhielt 23,7 % der Wählerstimmen (weniger als 2006), 8,8 Prozentpunkte weniger als die CDU. Dabei kandidierte er im Magdeburger Süden (Landtagswahlkreis 13) für ein Direktmandat, unterlag jedoch dem etablierten Abgeordneten Dieter Steinecke (CDU), der mit 33,5 % der Wählerstimmen vor Gallert (26,6 %) und SPD-Landeschefin Katrin Budde (24,8 %) lag. Am 22. März 2011 wurde Gallert von den 29 Mitgliedern der Linke-Fraktion einstimmig zum Fraktionsvorsitzenden wiedergewählt.
Im Februar 2015 nominierte der Landesvorstand der Linkspartei Gallert als Spitzenkandidaten für die Landtagswahl im Frühjahr 2016. Nach den dabei erlittenen Verlusten (−7,4 Prozentpunkte auf 16,32 %) seiner Partei trat er am 14. März 2016 als Fraktionsvorsitzender zurück. Am 12. April 2016 wurde er zum Vizepräsidenten des Landtags von Sachsen-Anhalt gewählt.

## Belege
1. ↑  TV-Interview: „Ein Tag mit Wulf Gallert“. (Quelle: youtube)
2. ↑   Biografie  (Memento vom 31. Januar 2016 im Internet Archive) Quelle: Homepage Wulf Gallert
3. ↑  Wahl des Parteivorstandes. Die Linke, 2022, abgerufen am 29. Juni 2022.
4. ↑  Endgültiges Ergebnis, Quelle: Statistisches Landesamt Sachsen-Anhalt
5. ↑  Endgültiges Ergebnis für Landtagswahlkreis 13 Magdeburg IV, Statistisches Landesamt Sachsen-Anhalt.
6. ↑  Die Linke: Gallert bleibt Fraktionschef in Magdeburg. In: Mitteldeutsche Zeitung. 22. März 2011, abgerufen am 7. Juli 2021.
7. ↑   Linke-Vorstand legt sich fest. Dritter Anlauf für Wulf Gallert . (Memento vom 2. April 2015 im Internet Archive) In: MDR.de, 17. Februar 2015.
8. ↑  FAZ.net 26. Februar 2016: Ein Opfer der Flüchtlingskrise
9. ↑  wahl.tagesschau.de/wahlen; Direkt zu den Wahlen am 13. März 2016 (Memento des Originals vom 15. März 2016 im Internet Archive)  Info: Der Archivlink wurde automatisch eingesetzt und noch nicht geprüft. Bitte prüfe Original- und Archivlink gemäß Anleitung und entferne dann diesen Hinweis.
10. ↑  Landtag startet offiziell in die 7. Wahlperiode. In: Landtag von Sachsen-Anhalt. 12. April 2016, archiviert vom Original (nicht mehr online verfügbar) am 12. April 2016; abgerufen am 12. April 2016.

| Personendaten    | Personendaten                        |
| ---------------- | ------------------------------------ |
| NAME             | Gallert, Wulf                        |
| KURZBESCHREIBUNG | deutscher Politiker (Die Linke), MdL |
| GEBURTSDATUM     | 22. Juni 1963                        |
| GEBURTSORT       | Havelberg, Bezirk Magdeburg          |